# Oldřich Smutný
Oldřich Smutný (17. června 1925 Debř u Mladé Boleslavi – 1. září 2013 Putim) byl český malíř a grafik.

## Život
Věnoval se také fotografii, keramice a scénografii. Na reálném gymnáziu v  Mladé Boleslavi, kde studoval v letech 1937–1944, byli jeho učiteli kreslení Bedřich Murdoch a Pravoslav Kotík. V letech byl 1945–1950 posluchačem Vysoké školy uměleckoprůmyslové v Praze. Zde byl jeho profesorem i Jan Bauch, pozdější národní umělec. Scénografii vystudoval pod vedením Františka Tröstra v letech 1951–1954 na pražské DAMU. V 60. letech se stal členem umělecké skupiny UB12 a v roce 1968 byl jmenován docentem na AMU v Praze.
V roce 1986 vydalo nakladatelství Albatros fotografiemi doplněnou knihu Oldřicha Smutného Labutě, labutě…, inspirovanou pobytem v jižních Čechách, kde často pobýval od roku 1955 v jím vybudovaném domku s ateliérem v Putimi. Pro Národní divadlo v Praze zpracoval scénu pro představení Šumař na střeše (1968).
Práci Oldřicha Smutného byla věnována i epizoda v dokumentárním cyklu České televize o předních českých výtvarnících Výtvarnické konfese.